# 무언의 목격자 (드라마)
《무언의 목격자》(영어: Silent Witness)는 1996년부터 방영중인 드라마이다.